# Футбольний матч Італія — ФРН (1970)
Матч століття — футбольний матч між збірними Італії та ФРН у півфіналі чемпіонату світу з футболу. Даний матч був проведений 17 червня 1970 року на стадіоні «Ацтека» в Мехіко і закінчився з рахунком 4:3 на користь Італії, причому п'ять голів було забито у додатковий час, що траплялося лише одного разу протягом усіх чемпіонатів світу з футболу.

## Статистика матчу
| 17 червня 1970 16:00 |

| Італія                                          | 4–3      | ФРН                             |
| ----------------------------------------------- | -------- | ------------------------------- |
| Бонінсенья 8' Бурньїч 98' Ріва 104' Рівера 111' | Протокол | Шнеллінгер 90' Мюллер 94', 110' |

| «Ацтека», Мехіко Глядачів: 102,444 Арбітр: Артуро Ямасакі |

| Італія | ФРН |

| ВР                   | 1  | Енріко Альбертозі      |     |
| ЗХ                   | 2  | Тарчізіо Бурньїч       |     |
| ЗХ                   | 3  | Джачінто Факкетті (до) |     |
| ЗХ                   | 5  | П'єрлуїджі Чера        |     |
| ЗХ                   | 8  | Роберто Розато         | 91' |
| ПЗ                   | 10 | Маріо Бертіні          |     |
| ПЗ                   | 15 | Сандро Маццола         | 46' |
| ПЗ                   | 16 | Джанкарло Де Сісті     |     |
| НП                   | 13 | Анджело Доменгіні      |     |
| НП                   | 20 | Роберто Бонінсенья     |     |
| НП                   | 11 | Луїджі Ріва            |     |
| Заміни:              |    |                        |     |
| ПЗ                   | 14 | Джанні Рівера          | 46' |
| ЗХ                   | 4  | Фабріціо Полетті       | 91' |
| Тренер:              |    |                        |     |
| Ферруччо Валькареджі |    |                        |     |

| ВР          | 1  | Зепп Маєр             |     |
| ЗХ          | 7  | Берті Фогтс           |     |
| ЗХ          | 15 | Бернд Патцке          | 66' |
| ЗХ          | 5  | Віллі Шульц           |     |
| ЗХ          | 3  | Карл-Гайнц Шнеллінгер |     |
| ПЗ          | 4  | Франц Бекенбауер      |     |
| ПЗ          | 12 | Вольфганг Оверат      |     |
| ПЗ          | 20 | Юрген Грабовскі       |     |
| НП          | 9  | Уве Зеелер (к)        |     |
| НП          | 13 | Герд Мюллер           |     |
| НП          | 17 | Ганнес Лер            | 52' |
| Заміни:     |    |                       |     |
| ПЗ          | 14 | Райнгард Лібуда       | 52' |
| ПЗ          | 10 | Зігфрід Гельд         | 66' |
| Тренер:     |    |                       |     |
| Гельмут Шен |    |                       |     |

## Основний час
Збірна Італії відкрила рахунок матчу на восьмій хвилині після голу Бонінсеньї. У другому таймі німецький гравець Франц Беккенбауер вивихнув ключицю, але змушений був залишитися на полі, оскільки збірна ФРН вже використала дозволені дві заміни. На 90-й хвилині Карл-Гайнц Шнеллінгер забив гол і тим самим зрівняв рахунок. 

## Додатковий час
На 94-й хвилині, після вкрай невдалих дій захисника італійців Фабріціо Полетті, м'яч від його ноги влетів у ворота збірної Італії. У протоколі матчу гол записаний на рахунок Герда Мюллера, який боровся в той момент з Полетті, але до м'яча не дістався. На 98-й хвилині матчу після розіграшу штрафного італієць Тарчізіо Бурньїч, скориставшись помилкою в центрі штрафного Зігфріда Гельда, зрівняв рахунок. Через кілька хвилин Луїджі Ріва забив гол і вивів збірну Італії вперед. На 110-й хвилині Мюллер після розіграшу кутового, головою, повз Джанні Рівери, який стояв біля штанги, проштовхнув м'яч у ворота і зрівняв рахунок. Але буквально в наступній же атаці Джанні Рівера забив вирішальний м'яч і приніс перемогу збірній Італії, що дозволила їй вийти у фінал чемпіонату світу 1970 року.

## Після матчу
Збірна ФРН обіграла збірну Уругваю з рахунком 1:0 в матчі за третє місце.
Збірна Бразилії обіграла збірну Італії у фіналі чемпіонату світу з рахунком 4:1.

## Пам'ять

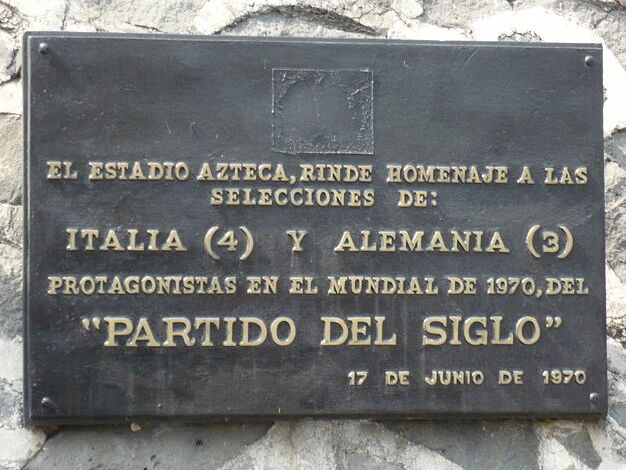
Меморіальна дошка на стадіоні" Ацтека

Існує меморіальна дошка в честь цього матчу перед стадіоном Ацтека, Мехіко. На ній викарбувано: El Estadio Azteca rinde homenaje a las selecciones de: Italia (4) y Alemania (3) protagonistas en el Mundial de 1970, del «Partido del Siglo» 17 de junio de 1970. (укр. Стадіон Ацтека віддає належне збірним Італії (4) і ФРН (3), які зіграли на чемпіонаті світу з футболу 1970, «Матч століття». 17 червня 1970).